# Stanwellia nebulosa
Stanwellia nebulosa là một loài nhện trong họ Nemesiidae.
Stanwellia nebulosa được miêu tả năm 1918 bởi Rainbow & Pulleine.